# Limbi fino-ugrice
Limbile fino-ugrice sunt o subfamilie a limbilor uralice, cele mai importante fiind maghiara, estona și finlandeza. Spre deosebire de majoritatea limbilor vorbite în Europa, limbile fino-ugrice nu aparțin familiei indo-europene.
Locul unde s-a dezvoltat limba comună a acestor limbi se crede că e în partea de vest a Munților Ural, acum 5000 de ani. Astfel că înainte de sosirea triburilor slave în teritoriul Rusiei, acesta era locuit de triburi fino-ugrice, de la Urali la Marea Baltică.
Au fost încercări pentru a clasifica subcategoria limbilor indo-europene, dar au fost găsite doar aproximativ 40 de similarități, acestea fiind insuficiente.

## Membrii familiei
- Fino-permice
  - Fino-cheremisice
    - Fino-mordvinice
      - Fino-Lapice
        - Balto-finice:
          - finlandeză
          - estonă
          - carelă
          - meänkieli
          - vepsă - aproape dispărută
          - livonă - aproape dispărută
          - votă - aproape dispărută
          - ingriană - aproape dispărută

        - Lapice
          - sami (sau laponă)

      - Mordvine
        - erziană
        - mokșană

    - mari sau cheremis

  - grupul permic:
    - udmurtă sau votyak
    - Komi
      - komi-permyak
      - komi-zyrian
- Fino-ugrice
  - maghiară
  - Ob-ugrice
    - Limba hantî sau ostiacă
    - Limba mansi sau vogulă